# Садаков, Павел Сергеевич
Па́вел Серге́евич Сада́ков (24 октября 1916, Чучи, Вятская губерния — 21 июля 1944, Корозичи, Белостокская область) — советский военный, Герой Советского Союза, старший сержант, командир орудия 76-мм артиллерийской батареи 1264-го стрелкового полка, 380-й стрелковой Орловской Краснознамённой ордена Суворова дивизии, 50-й армии, 2-го Белорусского фронта, участник Советско-финской и Великой Отечественной войны.

## Биография
Родился 24 октября 1916 года в деревне Чучи в семье крестьянина Сергея Осиповича Садакова. Русский.
Окончил Шалаевскую начальную школу (ныне МБОУ ООШ №7 г. Кирова). Работал в своём хозяйстве, затем — в колхозе «Светлый путь». Вскоре колхозное правление назначило Павла Сергеевича заведующим животноводческой фермой в деревне Чучи.
В 1939 году П. С. Садаков был призван в Красную Армию. Участник Советско-финской войны. В конце 1940 года он демобилизовался и вернулся в родную деревню. До начала Великой Отечественной войны успел жениться на местной девушке по имени Анна. Уже после начала войны, 23 октября 1941 года, у них родилась дочь Августа.
В июле 1941 года П. С. Садаков был вновь призван в РККА. В Великой Отечественной войне с февраля 1942 года, воевал на Западном, Калининском, Северо-Западном, Брянском фронтах.
С марта 1943 года служит номером орудийного расчёта батареи 76-мм орудий 1264-го стрелкового полка 380-й стрелковой дивизии.
С 11 по 16 июля 1943 года в наступательных боях на подступах к городу Орёл, при прорыве немецкой обороны командир орудия 1264-го стрелкового полка 380-й стрелковой дивизии сержант Садаков из своего орудия уничтожил вражескую противотанковую пушку, два пулемёта и 10 немецких солдат.
Приказом по 1264-му стрелковому полку 380-й стрелковой дивизии № 29/н от 21.07.1943 Садаков награждён медалью «За боевые заслуги».
Член ВКП(б) с 1943 года.

П. С. Садаков на фронте

Осенью 1943 года в боях за деревни Ужжарь и Кузьминичи Чаусского района Могилёвской области Белоруссии командир 76-мм орудия 1264-го стрелкового полка 380-й стрелковой дивизии старший сержант Садаков вместе с расчётом из своего орудия уничтожил два вражеских танка и до 40 солдат противника. Приказом по 1264-му стрелковому полку 380-й стрелковой дивизии № 50/н от 21.10.1943 Садаков награждён медалью «За отвагу».
С 29 февраля по 2 марта 1944 года в боях за деревню Лудчицы Быховского района Могилёвской области Белоруссии временно исполнял должность командира взвода батареи 76-мм орудий. При отражении контратак противника взводом под его командованием было уничтожено 2 немецких танка и до 50 вражеских солдат и офицеров. За эти бои старший сержант Садаков был представлен к ордену Отечественной войны 1-й степени, однако приказом № 401 от 10.04.1944 по 50-й армии был награждён Орденом Отечественной войны 2-й степени.
С 26 по 30 марта 1944 года в период боевых операций в районе хутора Виляги за высоту 169,5 командир орудия 1264-го стрелкового полка 380-й стрелковой дивизии Садаков, несмотря на сильный огонь противника, умело организовал огневую поддержку пехотинцам полка, продвигавшимся к вражеским траншеям, при этом своим орудием подбил немецкую самоходную пушку «Фердинанд», уничтожил 2 пулемётные точки, одну 37-мм пушку и истребил до 37 солдат и офицеров неприятеля. За что командиром полка был представлен к ордену Красного Знамени, но командир 380-й стрелковой дивизии полковник Кустов понизил награду до ордена Красной Звезды, которым старший сержант Садаков был награждён приказом по войскам 380-й стрелковой дивизии № 095/н от 30.04.1944 года.
5-6 июля 1944 года в районе Шеметово, Пекалин, Пятигодка, ныне Смолевичского района Минской области, расчёт орудия под его командованием отбил 11 вражеских контратак, при этом уничтожив два орудия, два средних танка и до 120 немецких солдат и офицеров. В этом бою были обращены в бегство расчёты двух батарей противника, а орудия захвачены как трофеи, здесь же было расстреляно 25 повозок с боеприпасами противника и взято в плен 42 немецких солдата.
За этот подвиг указом Президиума Верховного Совета СССР от 24 марта 1945 года за образцовое выполнение боевых заданий командования на фронте борьбы с немецко-фашистскими захватчиками и проявленные при этом мужество и героизм старшему сержанту Садакову Павлу Сергеевичу присвоено звание Героя Советского Союза с вручением ордена Ленина и медали «Золотая Звезда».
Однако получить награду Павел Садаков не успел. 21 июля 1944 года он погиб в бою.
Первоначально был похоронен на опушке леса восточнее деревни Корозичи, ныне Гродненского района Гродненской области Республики Беларусь. Позднее был перезахоронен в братской могиле в агрогородке Свислочь Квасовского сельсовета Гродненского района Гродненской области Республики Беларусь.

## Награды
- Медаль «Золотая Звезда» Героя Советского Союза (24.03.1945);
- Орден Ленина (24.03.1945);
- Орден Отечественной войны II степени (10.04.1944);
- Орден Красной Звезды (30.04.1944);
- Медаль «За отвагу» (21.10.1943);
- Медаль «За боевые заслуги» (21.07.1943).

## Память
- Имя Героя высечено золотыми буквами в зале Славы Центрального музея Великой Отечественной войны в Парке Победы города Москвы.
- Именем П. С. Садакова названа улица в Гродно[3].
- На центральной усадьбе совхоза «Дороничи» установлен бюст П. С. Садакова.
- Его именем названы улицы в Дороничах и Пасегово Кирово-Чепецкого района Кировской области России.
- Передовикам производства ЗАО агрофирма «Дороничи» ежегодно вручается премия имени П. С. Садакова.
- В школе № 7 посёлка Дороничи П. С. Садакову посвящён один из отделов школьного музея, на здании школы установлена мемориальная доска.
- Мемориальная доска на здании школы в селе Пасегово.

## Комментарии
1. ↑  Деревня Чучи с 7 июня 2008 года находится в прямом административном подчинении Ленинского района города Киров.